# Пустынь (Любимский район)
Пустынь — деревня в Любимском районе Ярославской области.
С точки зрения административно-территориального устройства входит в состав Ермаковского сельского округа. С точки зрения муниципального устройства входит в состав Ермаковского сельского поселения.

## География
Деревня расположена близ берега реки Костромы при впадении в нее Секши в 4 км на юго-восток от центра поселения деревни Ермаково и в 25 км на восток от райцентра города Любим.

## История
Близ деревни находилось село Успенское на Секше (Никольский погост), в селе было две церкви. Каменная церковь Успения Пресвятой Богородицы, основанная в 1794 году на средства прихожан, с тремя престолами: главный — в честь Успения Пресвятой Богородицы и два придельных: правый в честь св. и чуд. Николая и левый в честь препод. Геннадия, Костромского и Любимоградского чудотворца. При церкви Успения Пресвятой Богородицы отдельно теплая, каменная церковь с одним престолом - во имя Казанской Божией Матери, основана она в 1810 году на средства прихожан. 
В конце XIX — начале XX века деревня вместе с селом Успенским входили в состав Заобнорской волости Любимского уезда Ярославской губернии.
С 1929 года деревня входила в состав Ермаковского сельсовета Любимского района, с 2005 года — в составе Ермаковского сельского поселения.

## Население
| 1859 | 1914 | 2002 | 2007 | 2010 |
| ---- | ---- | ---- | ---- | ---- |
| 51   | ↗111 | ↘5   | ↘3   | ↗4   |

## Достопримечательности
Близ деревни в урочище Секша расположены недействующие Церкви Успения Пресвятой Богородицы (1794) и Казанской иконы Божией Матери (1810).